# Département de Cachi
Le département de Cachi est une des 23 subdivisions de la province de Salta, en Argentine. Il a pour chef-lieu la petite ville de Cachi.
Sa superficie est de 2 925 km2. Il comptait 7 280 habitants en 2001, ce qui lui donnait une densité de 2,5 hab./km2.

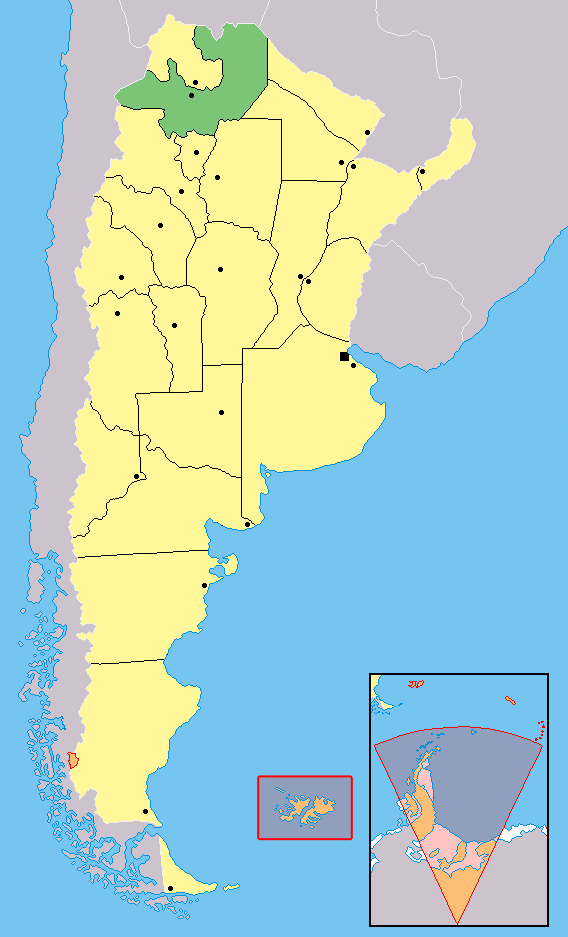
Localisation de la province de Salta en Argentine

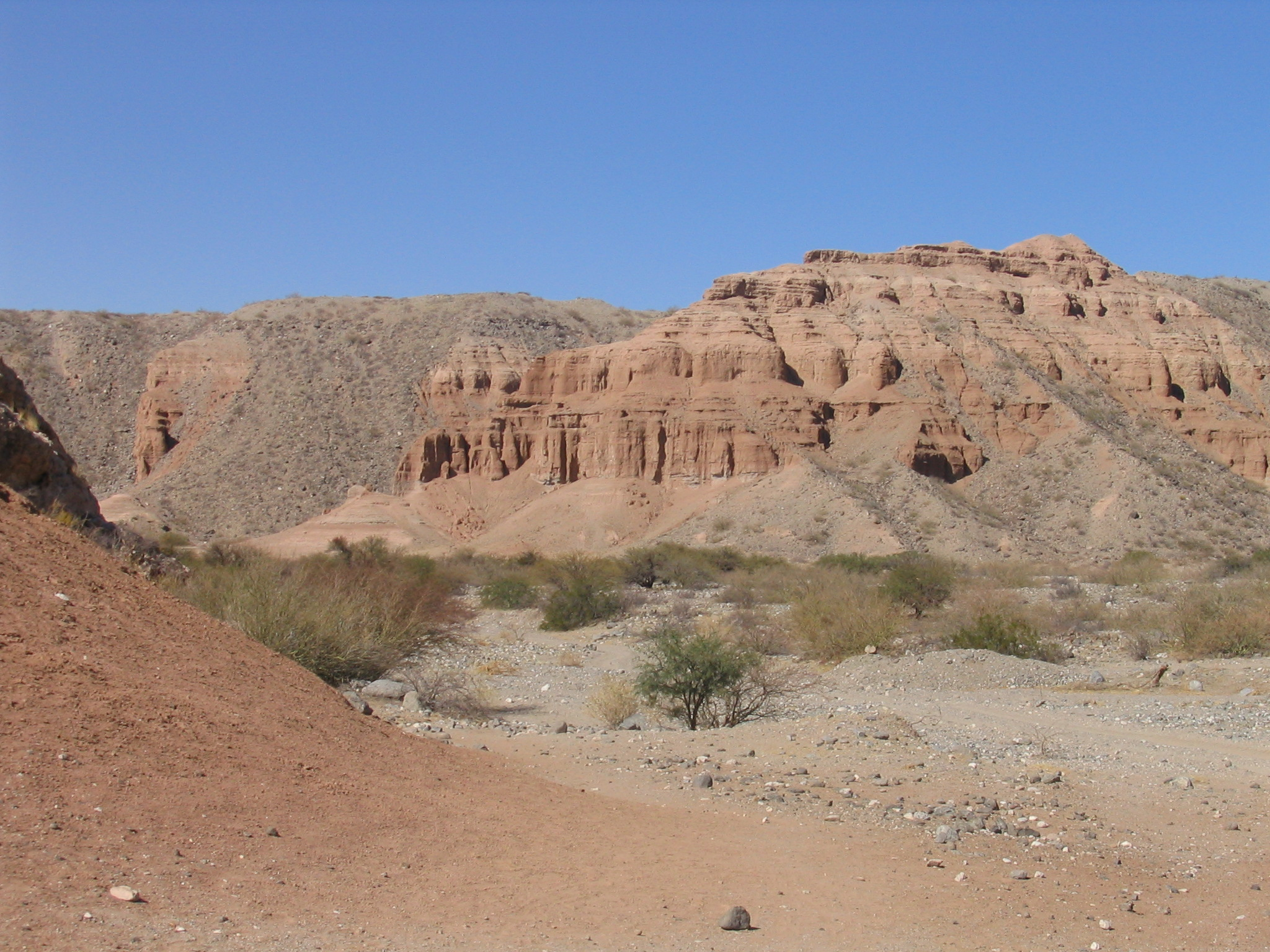
Vue de la région de Cachi